# کوین دالاس مارتین
کوین دالاس مارتین (انگلیسی: Kevin Martin؛ زادهٔ ۱ فوریهٔ ۱۹۸۳) بازیکن بسکتبال اهل ایالات متحده آمریکا است.
از باشگاه‌هایی که در آن بازی کرده‌است می‌توان به هیوستون راکتس، ساکرامنتو کینگز، مینه‌سوتا تیمبرولوز، و اکلاهما سیتی تاندر اشاره کرد.